# 八和田村
八和田村（やわたむら）は埼玉県の中西部、比企郡に属していた村。

## 地理
- 河川：市野川

## 歴史
- 1889年（明治22年）4月1日 町村制施行により、上横田村、下横田村、中爪村、奈良梨村、能増村、高見村、伊勢根村、高谷村が合併し比企郡八和田村が成立する。
- 1955年（昭和30年）2月11日 小川町、大河村、竹沢村と合併し小川町を新設する。